# Senegal ai Giochi della XXX Olimpiade
Il Senegal partecipò ai Giochi della XXX Olimpiade, svoltisi a Londra, Regno Unito, dal 27 luglio al 12 agosto 2012, con una delegazione di 31 atleti impegnati in otto discipline.